# Xpress (Achterbahnmodell)
Xpress ist die Bezeichnung eines Inverted-Stahlachterbahnmodells des Herstellers Pinfari, welches erstmals 2002 ausgeliefert wurde. Es gibt von Xpress zwei Varianten: XP48 und XP56, wobei XP für Xpress steht und 48 bzw. 56 die Breite der Bahn in Metern ist.
Die 350 m lange Strecke erstreckt sich über eine Grundfläche von 48 m × 23 m bei XP48 bzw. 56 m × 23 m bei XP56 und erreicht eine Höhe von 20 m. Die Strecke verfügt über einen Roll-over, der aus zwei Inversionen besteht. Maximal 900 Personen pro Stunde können mit Xpress fahren. Die gesamte Anlage hat einen Anschlusswert von 100 kW zuzüglich 70 kW für die Beleuchtung.

## Züge
Xpress-Bahnen verfügen über bis zu drei Züge mit jeweils fünf Wagen. In jedem Wagen können zwei Personen (eine Reihe) Platz nehmen.

## Standorte
| Achterbahn  | Betreiber                  | Land                   | Variante | Eröffnung          | Schließung    |
| ----------- | -------------------------- | ---------------------- | -------- | ------------------ | ------------- |
| Bat Coaster | Antibes Land Nigloland     | Frankreich             | XP56     | 2007 30. März 2002 | 2008 2006     |
| Star Flyer  | Star City                  | Philippinen            | XP56     | November 2007      |               |
| Tsunami     | M&Ds Scotland’s Theme Park | Vereinigtes Königreich | XP48     | 27. März 2004      | 26. Juni 2016 |
| Xpress      | Firefly                    | Georgien               | XP48     | 2006               | 2019          |